# Unité urbaine de Menton-Monaco (partie française)
L'unité urbaine de Menton-Monaco (partie française) est une unité urbaine française centrée sur la ville de Menton, importante station balnéaire de la Côte d'Azur dans le département des Alpes-Maritimes dans la région Provence-Alpes-Côte d'Azur.

## Données générales
Selon les données établies par l'Insee en 2010, l'unité urbaine de Menton-Monaco (partie française) regroupait neuf communes, comme lors du zonage de 1999.
Dans le nouveau zonage de 2020, le périmètre est identique.
Les neuf communes, qui s'étendent sur 73,70 km2, sont toutes situées dans le département des Alpes-Maritimes, plus précisément dans l'arrondissement de Nice et enserrent la principauté de Monaco avec laquelle elle forme une agglomération urbaine et littorale sur la Côte d'Azur au nord de Nice. Menton est la ville-centre de cette partie de l'agglomération.
En 2022, l'unité urbaine de Menton-Monaco rassemble 68 808 habitants, se situant au deuxième rang dans le département des Alpes-Maritimes après l'unité urbaine de Nice (1er rang départemental et préfecture du département).
Dans la région Provence-Alpes-Côte d'Azur où elle se situe, elle se place au septième rang régional, étant devancée par l'unité urbaine de Draguignan (6e rang régional), mais précédant l'unité urbaine de Salon-de-Provence (8e rang régional), ces dernières ayant toutes entre 50 000 habitants et 100 000 habitants.

## Composition 2020 de l'unité urbaine

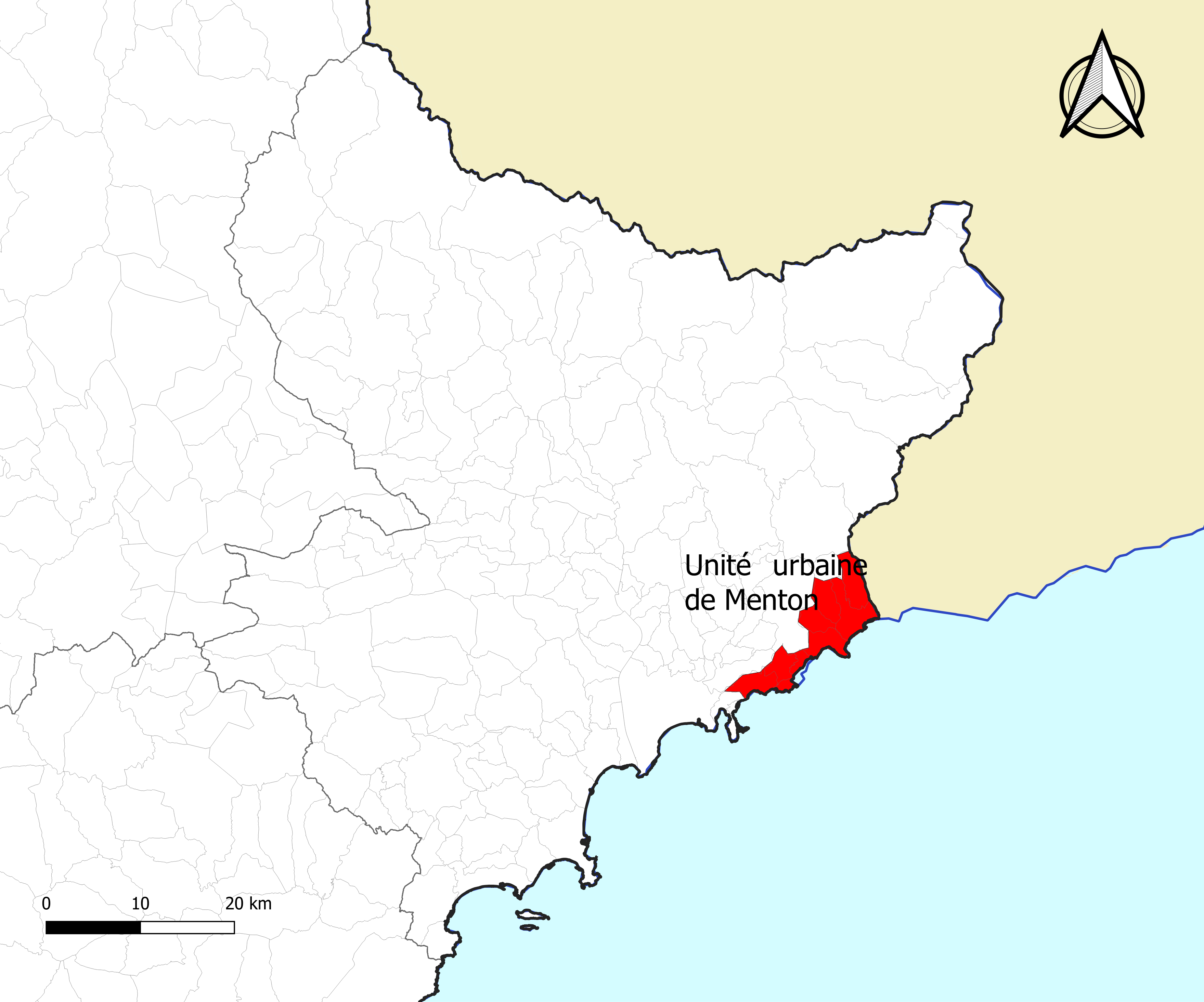
Carte de l'unité urbaine de Menton selon le zonage de 2020.

Elle est composée des 9 communes suivantes :
| Nom                   | Code Insee | Département     | Statut       | Superficie (km2) | Population (dernière pop. légale) | Densité (hab./km2) | Modifier                                    |
| --------------------- | ---------- | --------------- | ------------ | ---------------- | --------------------------------- | ------------------ | ------------------------------------------- |
| Menton (ville-centre) | 06083      | Alpes-Maritimes | ville-centre | 14,05            | 30 326 (2022)                     | 2 158              | modifier les données · modifier les données |
| Beausoleil            | 06012      | Alpes-Maritimes | banlieue     | 2,79             | 12 430 (2022)                     | 4 455              | modifier les données · modifier les données |
| Cap-d'Ail             | 06032      | Alpes-Maritimes | banlieue     | 2,04             | 4 491 (2022)                      | 2 201              | modifier les données · modifier les données |
| Castellar             | 06035      | Alpes-Maritimes | banlieue     | 12,24            | 1 042 (2022)                      | 85                 | modifier les données · modifier les données |
| Èze                   | 06059      | Alpes-Maritimes | banlieue     | 9,47             | 2 155 (2022)                      | 228                | modifier les données · modifier les données |
| Gorbio                | 06067      | Alpes-Maritimes | banlieue     | 7,02             | 1 568 (2022)                      | 223                | modifier les données · modifier les données |
| Roquebrune-Cap-Martin | 06104      | Alpes-Maritimes | banlieue     | 9,33             | 12 419 (2022)                     | 1 331              | modifier les données · modifier les données |
| Sainte-Agnès          | 06113      | Alpes-Maritimes | banlieue     | 9,37             | 1 365 (2022)                      | 146                | modifier les données · modifier les données |
| La Turbie             | 06150      | Alpes-Maritimes | banlieue     | 7,42             | 3 012 (2022)                      | 406                | modifier les données · modifier les données |

## Évolution démographique
| 1968   | 1975   | 1982   | 1990   | 1999   | 2006   | 2011   | 2016   | 2022   |
| ------ | ------ | ------ | ------ | ------ | ------ | ------ | ------ | ------ |
| 56 550 | 57 567 | 59 198 | 66 269 | 66 410 | 68 499 | 69 010 | 69 086 | 68 808 |